# Arturo de Nava
Arturo de Nava (17 de diciembre de 1876, Montevideo - 22 de octubre de 1932, Buenos Aires) fue un cantante, compositor, bailarín y payador uruguayo.

## Biografía
Era hijo de Juan de Nava, un famoso payador uruguayo que desafió Gabino Ezeiza. Arturo también fue un gran payador y recorrió todo el Río de la Plata llevando las canciones rurales de su tiempo. También actuó con éxito como actor en espectáculos de calles y sobre todo en el circo con la compañía de los hermanos Podestá y también con Florencio Parravicini. A los 21 años Navas representó el papel de un guitarrista en la obra teatral Justicia criolla que estrenaba Ezequiel Soria y poco después lo hizo en el sainete La ley suprema del mismo autor, en un personaje con bastante letra. Luego ingresó a la compañía de los Podestá, donde cumplió una buena  carrera luciendo sus condiciones de cantor y excelente bailarín de tango e inclusive tuvo a su cargo el papel de “Alejo” de La piedra del escándalo, de Martín Coronado en 1902  en el Teatro Apolo. 
Siguió después actuando en los escenarios y en 1930 participó en el cortometraje El carretero, dirigido por Eduardo Morera, en el cual conversaba con Carlos Gardel antes que éste interpretara la canción del mismo nombre, de autoría de Navas que, por cierto, Gardel grabó en dos oportunidades, en dúo con Razzano en 1922 y solo en 1928. En ese filme Navas se presenta a los jóvenes de entonces como, según sus propias palabras, un mancarroncito viejo (caballo viejo). 
El cantor Carlos Marambio Catán escribió en sus memorias refiriéndose a los primeros años de la década de 1910 que Navas era una “gran figura de la canción, en esos años el más importante” y lo recuerda como “un hombre alto, delgado, muy acicalado, elegante, vestía un saco negro cruzado y unos pantalones de fantasía de perfecto corte inglés, botines de charol y un sombrero gris tipo diplomático, como le decían entonces.”
El escritor y poeta Horacio Salas evocó un encuentro realizado en la pista del circo Anselmi en 1898 entre Ángel Villoldo y Navas calificando a este último como “verdadera leyenda entre los payadores de fin de siglo”.
José Gobello dice que Navas “siempre había sido considerado  como el máximo intérprete del canto criollo, autor y cantor  -hoy habría que decir cantautor- de milongas,  estilos, cifras y también de algún tango” y agrega que el cantor criollo fue, junto con las tonadilleras, un precursor del cantor y la cancionista de tango, y señala que Carlos Gardel se inició como cantor criollo para luego crear el tango canción.  Arturo de Navas falleció el 22 de octubre de 1932 en Buenos Aires.